# Миллиган, Хелен
Хелен Миллиган (урожд. Скотт; англ. Helen Milligan, род. 25 августа 1962, Глазго) — шотландская и новозеландская шахматистка, мастер ФИДЕ среди женщин, международный арбитр.
Трёхкратная чемпионка Шотландии (1982, 1986 и 1988 гг.). Чемпионка Великобритании 1983 г. (1—2 с Р. Хамид).
В составе сборной Шотландии участница одиннадцати шахматных олимпиад (1982—1994, 1998—2002) и трёх командных чемпионатов Европы (1992, 1999—2001).
После переезда в Новую Зеландию в 2007 г. выступает за сборную этой страны. В составе сборной Новой Зеландии участвовала ещё в четырёх олимпиадах (2008, 2010, 2016 и 2018 гг.).
Чемпионка Новой Зеландии 2008 г. (1—3 с Дж. Гао и Н. Фэрли). Чемпионка Океании 2012 г. Чемпионка Океании среди ветеранов 2012, 2013 и 2015 гг.
Чемпионка Азии среди ветеранов 2015, 2016 и 2017 гг.
Участница нескольких зональных турниров.
Работает в Новозеландской шахматной федерации, тренером в Национальном шахматном центре М. Чандлера в Окленде. Является соавтором книги Чандлера «Chess for Children» (2004 г.).
Имеет докторскую степень по астрофизике (защищена в Сент-Эндрюсском университете). Тема диссертации связана с изучением переменных звезд типа Дельты Щита.

## Изменения рейтинга
| Графики недоступны из-за технических проблем. См. информацию на Фабрикаторе и на mediawiki.org. |